# 와인 쿨러

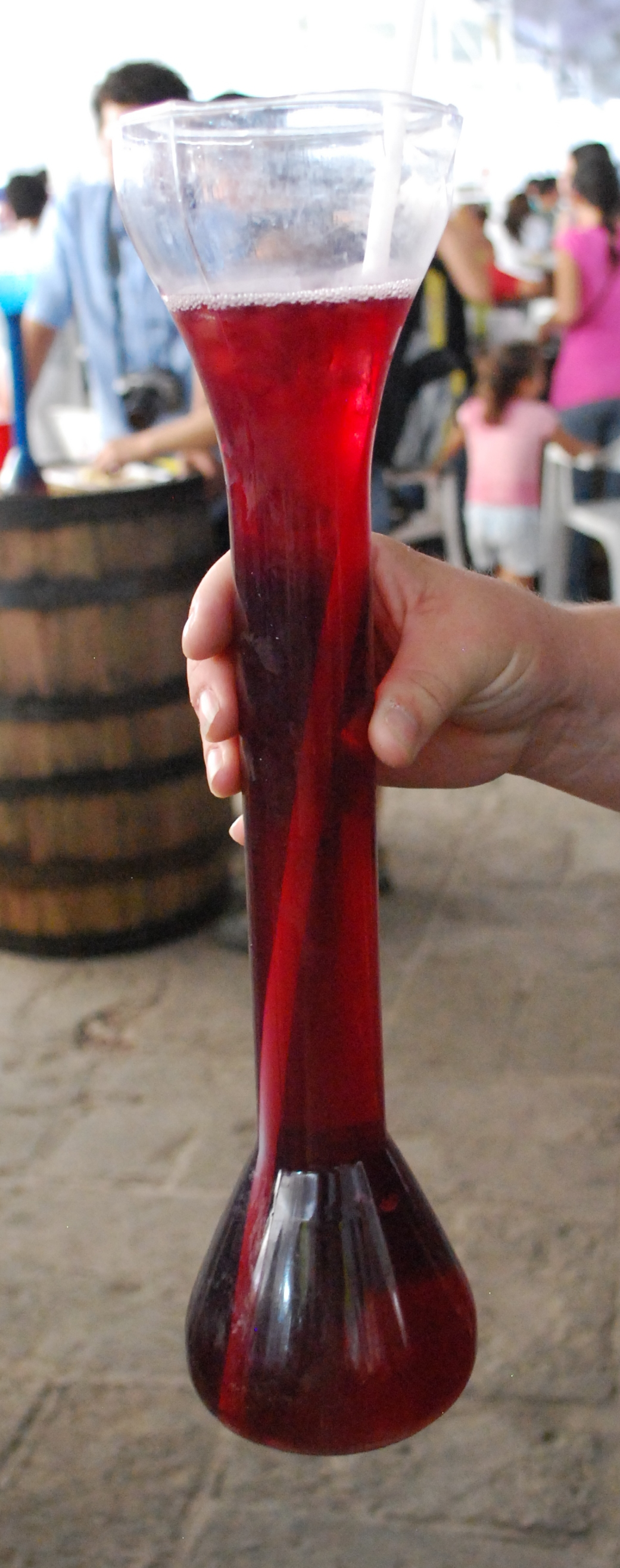

와인 쿨러(wine cooler)는 포도주와 과일 주스로 만든 술 음료이다. 청량 음료과 설탕을 섞어 만들기도 한다.
전통적으로 가정에서 만든 와인 쿨러는 병에 담기며 1980년대 초부터는 상업 배급자들에 의해 판매되고 있다. 특히 포도주보다 낮은 알코올 도수가 테이블 와인 대비 법적 제한이 덜 한 지역에서 판매된다. 포도주의 맛 대부분이 과일과 설탕에 의해 희석되기 때문에 와인 쿨러에 쓰이는 포도주는 가장 값싼 등급인 경향이 있다.

## 같이 보기
- 키르 (음료)
- 상그리아
- 포도주